# Harpist in the Wind
Harpist in the Wind (cu sensul de Harpist în vânt) este un roman fantastic din 1979 al scriitoarei americane Patricia A. McKillip. Este ultima carte a trilogiei Riddle Master (Stăpânul Ghicitorilor), după The Riddle-Master of Hed (1976) și  Heir of Sea and Fire (1977). Prima ediție broșată din Marea Britanie a apărut înaintea primei ediții broșate din SUA.

## Rezumat
Morgon din Hed și Raederle din An și-au propus să descopere cine sunt schimbătorii de formă care îi urmăresc și unde este cel Prea Înalt, sursa legilor pământului care unește tărâmul. Pe parcurs sunt ajutați de vrăjitorii tărâmului. Aceștia au fost eliberați, din legăturile în care Ghisteslwchlohm îi ținuse, de către Morgon și de moștenitorii/conducătorii pământului. După ce s-a confruntat cu Ghisteslwchlohm în orașul Lungold, unde vrăjitorul a domnit cândva, Morgon este închis de cei care își schimbă forma din Muntele Erlenstar, deoarece nu vor să-l omoare. Ei, Maeștrii Pământului exilați, au nevoie de el pentru a ajunge la cel Prea Înalt, care îi împiedică să-și exercite puterea deplină. El scapă cu ajutorul lui Raederle și al cuiva care mai târziu se dezvăluie a fi cel Prea Înalt deghizat. Căutând refugiu în nordul îndepărtat, el începe să învețe legea pământului din fiecare regat. Odată ce a învățat parțial toată legea pământului, Morgon descoperă că cel Prea Înalt a călătorit cu el ca Deth și ca vrăjitorul Yrth; cel Prea Înalt îi spune lui Morgon în vârful Câmpiei Vânturilor că el (Morgon) este moștenitorul celui Prea Înalt, al întregului pământ. Când cel Prea Înalt este ucis de Ghisteslwchlohm, acum posedat de schimbătorii de formă, cu sabia cu trei stele a lui Morgon, Morgon învață să formeze și/sau să lege vânturile pentru a-i birui pe Maeștrii Pământului și a aduce pace pe pământ; el este cu adevărat moștenitorul celui Prea Înalt.

## Cadru
În trilogie, legea pământului revine conducătorului pământului al fiecăruia dintre regatele tărâmului. Conducătorii pământului sunt aparent conștienți de toate entitățile din regatul lor. Ei pot simți fiecare creatură, fiecare plantă, fiecare stâncă. Cel Prea Înalt, în creația lui McKillip, pare să aibă aceeași relație cu întregul tărâm, deoarece a început să lege toată legea pământului când a simțit că Maestrul Pământului Eriel a început să adune putere pentru propriile scopuri. Când legea pământului trece mai departe, moștenitorul pământului devine brusc conștient de tot ce se află în regatul său sau în întregul tărâm.

## Premii și recunoaștere
- 1980,  a fost nominalizat la premiul Hugo pentru cel mai bun roman
- 1980, a câștigat Premiul Locus pentru cel mai bun roman fantastic